# Isole Salomone ai Giochi della XXVIII Olimpiade
Le Isole Salomone parteciparono ai Giochi della XXVIII Olimpiade, svoltisi ad Atene, Grecia, dal 13 al 29 agosto 2004, con una delegazione di 2 atleti impegnati in una disciplina.

## Risultati

### Atletica leggera
| Q | Qualificato al turno successivo per la Classifica in qualificazione                                                          |
| q | Qualificato per il turno successivo per ripescaggio o, negli eventi su campo, conquistando la misura minima per qualificarsi |

Maschile
Eventi su pista e strada
| Atleta          | Evento      | Batteria  | Batteria   | Quarti di finale | Quarti di finale | Semifinale      | Semifinale      | Finale          | Finale          |
| Atleta          | Evento      | Risultato | Classifica | Risultato        | Classifica       | Risultato       | Classifica      | Risultato       | Classifica      |
| --------------- | ----------- | --------- | ---------- | ---------------- | ---------------- | --------------- | --------------- | --------------- | --------------- |
| Francis Manioru | 100 m piani | 11"05     | 7º         | non qualificato  | non qualificato  | non qualificato | non qualificato | non qualificato | non qualificato |

Femminile
Eventi su pista e strada
| Atleta     | Evento      | Batteria  | Batteria   | Quarti di finale | Quarti di finale | Semifinale      | Semifinale      | Finale          | Finale          |
| Atleta     | Evento      | Risultato | Classifica | Risultato        | Classifica       | Risultato       | Classifica      | Risultato       | Classifica      |
| ---------- | ----------- | --------- | ---------- | ---------------- | ---------------- | --------------- | --------------- | --------------- | --------------- |
| Jenny Keni | 100 m piani | 12"76     | 8ª         | non qualificata  | non qualificata  | non qualificata | non qualificata | non qualificata | non qualificata |